# Kapušanský hrad
Kapušanský hrad (slovensky Kapušiansky hrad) je zřícenina hradu nad obcí Kapušany v okrese Prešov na východním Slovensku, nad cestou do Bardejova. Je situována na skalním výběžku vrchu Zámčisko.

## Dějiny
Na poměrně strmém kopci, na místě starého slovanského hradiště, postavili ve 13. století hrad, který měl chránit královskou cestu vedoucí z Prešova na sever. Jeho prvním majitelem byl rod Moglód. Po jeho vymření přešel hrad do majetku královské komory a jeho velitelem se stal Jindřich Tarczay, stoupenec Matúše Čáka. V roce 1312 během bojů mezi Karlem Robertem a Matúšem Čákem byl hrad pobořen. Kolem roku 1410 ho získal Andrej Kappa, který postavil nový opevněný objekt. V souvislosti s tureckým nebezpečím hrad v druhé polovině 16. století opevnili a přestavěli, aby vyhovoval požadavkům nové vojenské techniky. V roce 1685 ho dobyl Imrich Tököly, ale v témže roce ho znovu dobylo císařské vojsko. Začátkem 18. století se hradu zmocnil Telekessy, velitel vojsk Františka II. Rákociho, který hrad v roce 1709 podpálil. Roku 1712 byl provizorně opraven, ale už v roce 1715 ho na základě rozhodnutí sněmu zbourali.

## Stavební podoba

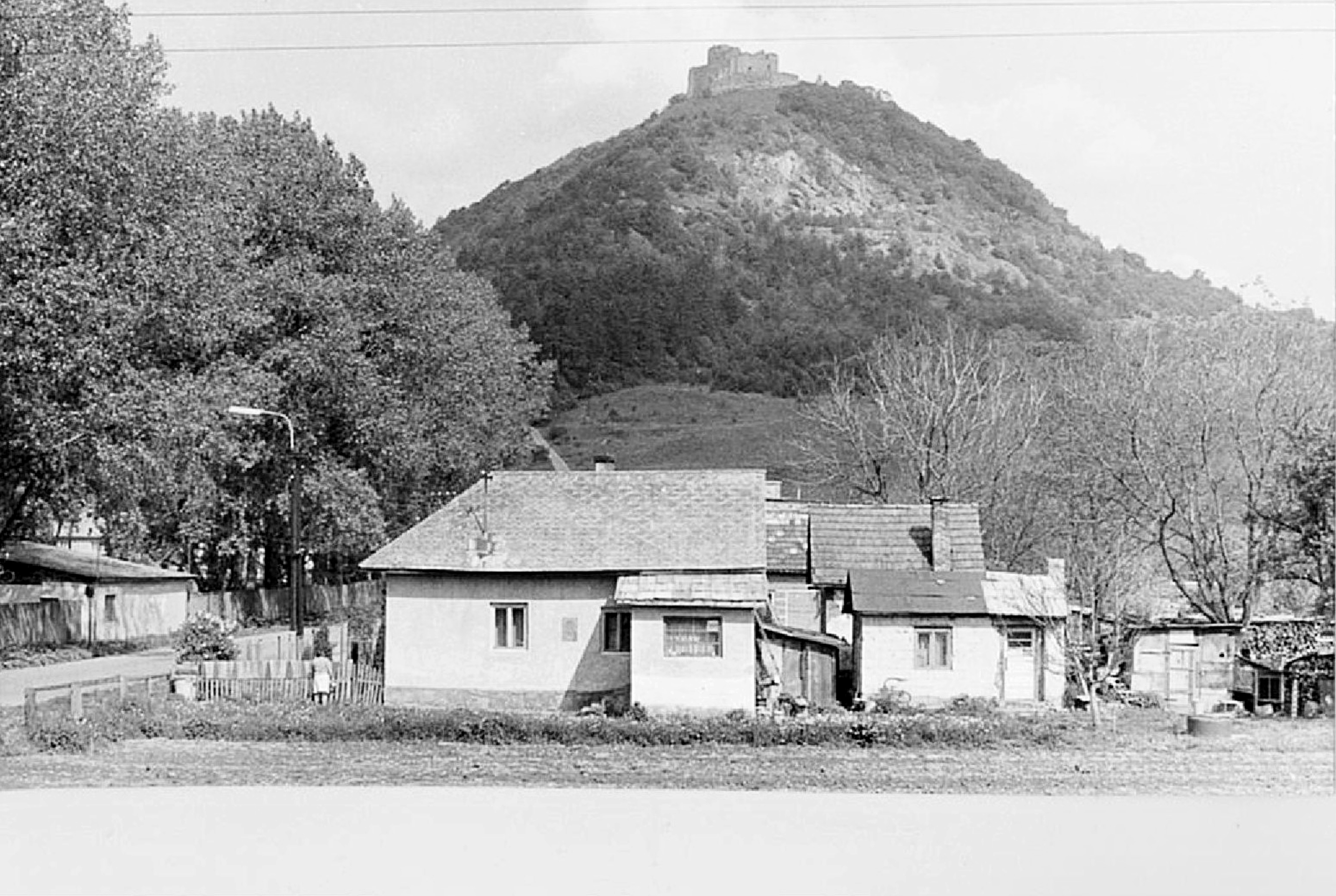
Pohled na Kapušanský hrad z Kapušan v polovině 80. let 20. století

Hrad má převážně pravoúhlou dispozici, sestávající z horního hradu a předhradí. Přístupný je ze severu, v místech, kde se nachází brána, kterou střežila vstupní věž, jejíž základy jsou v terénu ještě viditelné. Předhradí chránila vysoká kamenná zeď, sledující tvar terénu. Z jeho vnitřní strany stály hospodářské budovy. Vlastní hrad zpřístupnila další brána, orientovaná na severovýchod, zabezpečená hranolovou věží. Po její levé straně se táhne zeď opevnění, která ohraničuje vlastní nádvoří hradu, odlehčené z vnitřní strany třemi velkými slepými arkádami. Na nejvyšším bodě stály dvě věže, obytná a obranná, spojené dalšími budovami, a byly o patro výš než ostatní výstavba.
Dodnes stojí kamenné zdi do značné výšky. Na některých je ještě vidět zbytky omítek, jinde se částečně zachovaly kamenná ostění oken, střílen a portálů. Dodnes jsou v některých částech konzole, které nesly pavlače nebo dřevěné stropy, lze identifikovat místa, kde byl krb a místy je vidět i náběhy kleneb. V tloušťce zdiva věže je zachován prevét (středověký záchod). Na hradebních zdech jsou kamenné krakorce, které kdysi nesly trámový strop místnosti. Na hradbách jsou střílny se širokou špaletou.
Od roku 2012 probíhají práce na obnově hradu. Díky projektu Záchrana kulturního dědictví zde našli práci lidé, kteří byli dosud evidováni jako uchazeči o zaměstnání. V prvním roce to bylo 20 nezaměstnaných.

## Galerie

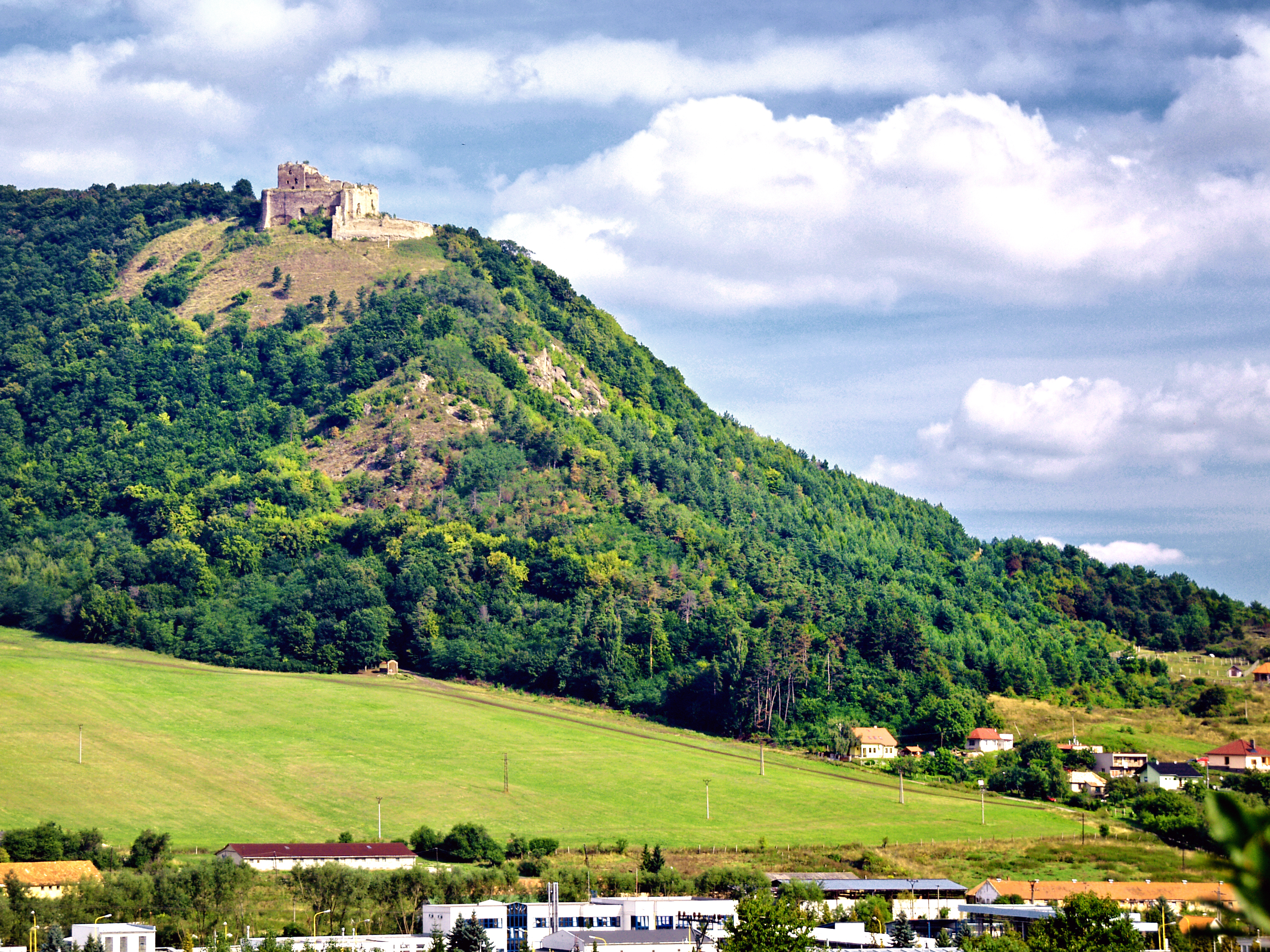
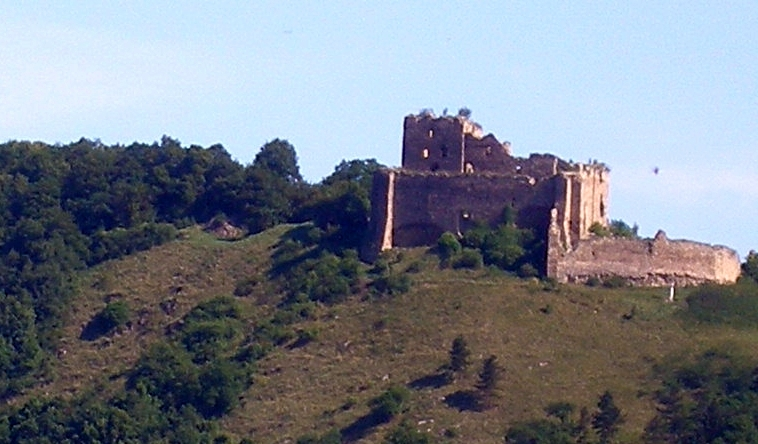
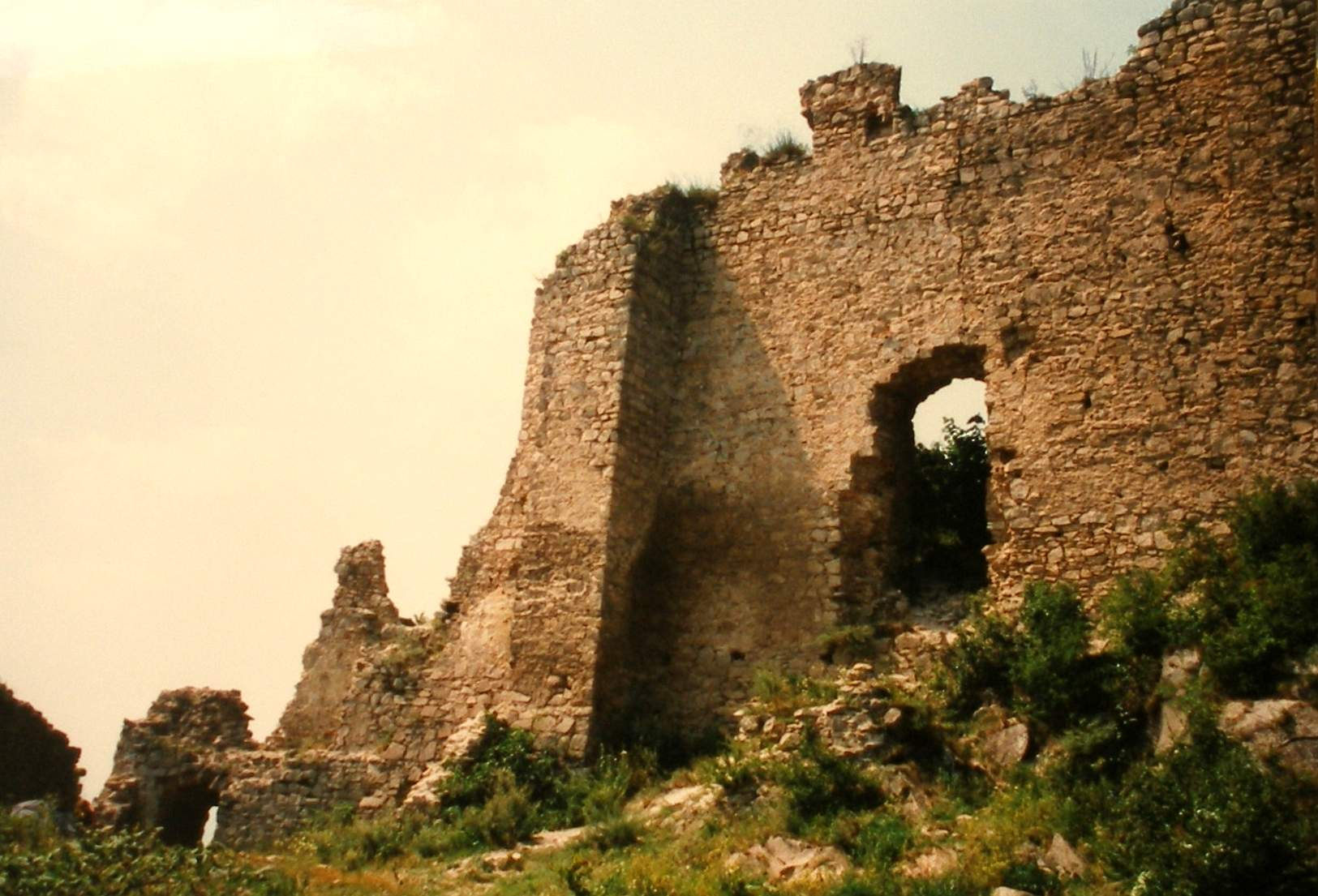
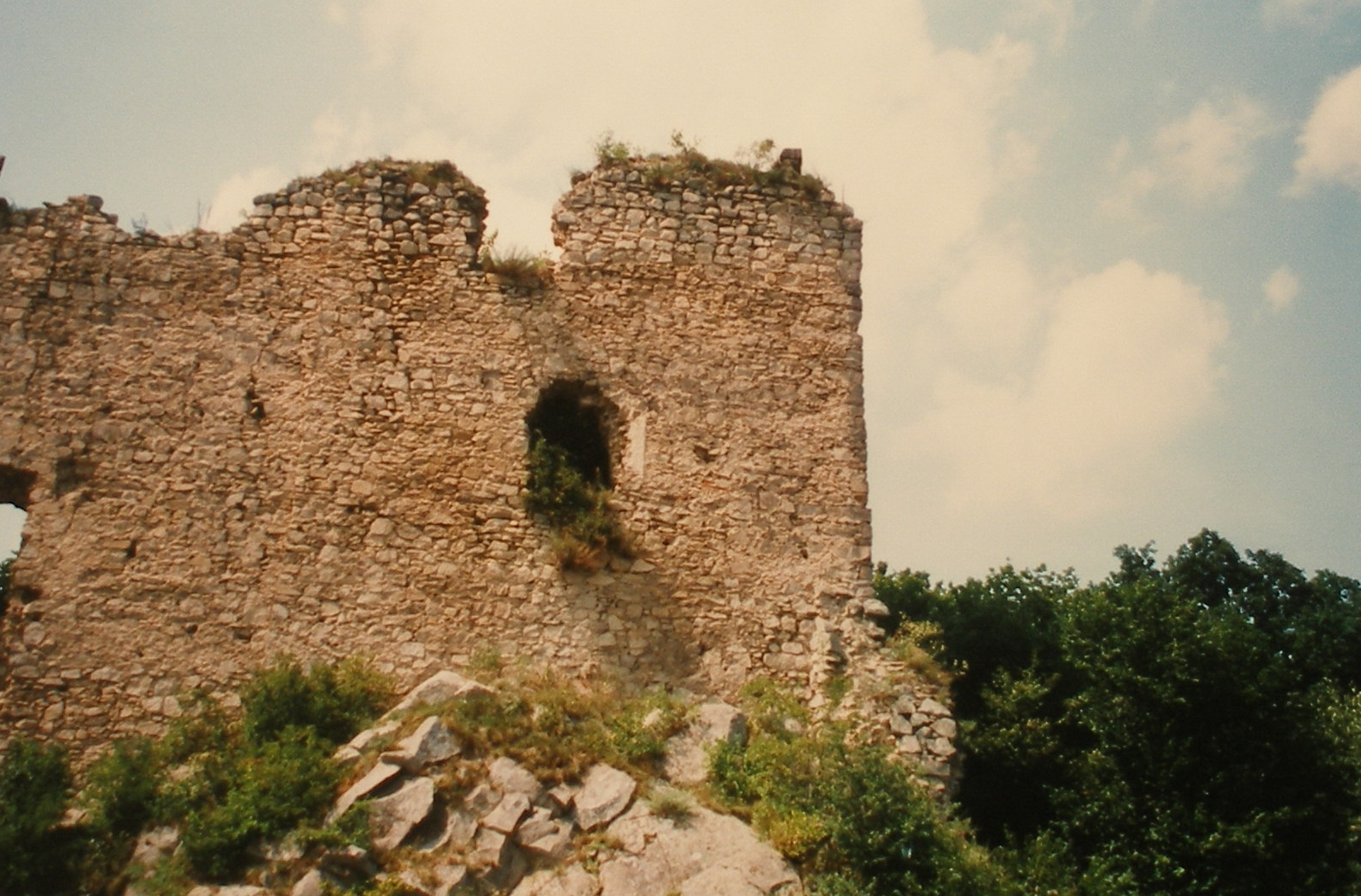